# Цветная революция
«Цветная революция» — термин, возникший для описания смены политических режимов вследствие кризиса и массовых протестов, произошедшей в Грузии («Революция роз» 2003 года), Украине («Оранжевая революция» 2004 года) и Кыргызстане («Тюльпановая революция» 2005 года). Разные исследователи включают разные события в понятие «цветных революций»: в частности, помимо указанных выше, также часто включается Бульдозерная революция 2000 года в Сербии.
В западной науке «цветные революции» рассматриваются преимущественно в контексте демократизации: ненасильственная мобилизация населения против фальсификации выборов приводит к уходу коррумпированного и непопулярного правителя и даёт шанс на быстрый переход страны к либеральной демократии в ходе эволюции институтов гражданского общества.
В российской науке рассматриваются преимущественно внешние проявления «цветных революций» в виде массовых протестов, а также роль, которую играют социальные медиа и некоммерческие организации, поддерживаемые западными странами, и возможности государственных институтов по противостоянию таким революциям.

## Границы понятия
Под термином «цветные революции» исследователи рассматривают все или некоторые из следующих событий:
- Успешные:
  - «Бульдозерная революция» 2000 года в Югославии;
  - «Революция роз» 2003 года в Грузии;
  - «Оранжевая революция» 2004 года на Украине;
  - «Тюльпановая революция» 2005 года в Кыргызстане;
  - «Революция кедров» 2005 года в Ливане;
  - «Шафрановая революция» 2007 года в Мьянме;
  - «Евромайдан» 2013—2014 годов на Украине;
  - «Бархатная революция» в Армении 2018 года.
- Неуспешные:
  - «Васильковая революция» 2006 года в Беларуси[5];
  - Массовые протесты 2008 года в Армении;
  - «Зелёная революция» 2009 года в Иране;
  - «Плошча-2010» в Минске;
  - «Болотная революция» 2011—2013 годов в России[5];
  - Массовые протесты 2020 года в Беларуси.

## История понятия
Понятие «цветная революция» появилось в российской политической повестке после выборов 2004 года на Украине, когда в ходе «Оранжевой революции» результаты второго тура выборов были отменены и вместо Виктора Януковича, которого поддерживал президент России Владимир Путин, был избран Виктор Ющенко.
В результате в 2005—2008 годах политическая и идеологическая активность российских властей была открыто и систематично направлена на противодействие возможным «цветным революциям». Помимо прочего, была разработана идеологическая доктрина для оправдания статус-кво — концепция «суверенной демократии» Владислава Суркова; отношение к политической оппозиции, протестам и несанкционированной общественной деятельности стало более негативным, к ним применялись ограничительные меры; проводились периодические антизападные пропагандистские кампании с целью мобилизации российского общества и убеждения общественности в том, что Запад ведет подрывную деятельность против России.
После 2008 года идея защиты политической системы России от внешних угроз временно ушла на второй план в связи с тем, что западные страны утеряли интерес к новым демократическим государствам бывшего СССР, а новоизбранный президент России Дмитрий Медведев проявлял интерес к сближению России с западными странами.
После протестов 2011 года идея противодействия угрозе «цветных революций» вернулась, но уже в более прямой форме, без полутонов: любая оппозиционная активность рассматривалась как спровоцированная деятельностью западных спецслужб, участников протестов обвиняли в том, что они якобы получают иностранное финансирование, а законодательство о протестах было ужесточено.

## «Цветные революции» как революции
Старший научный сотрудник Центра исследований политических элит ИМИ МГИМО К. Е. Петров пишет, что «цветные революции» не имеют под собой основы в виде крупных социальных изменений и оказывают мало влияния на развитие общества: происходит ограниченная смена правящих элит в рамках недемократических режимов, а также переход власти и, в некоторых случаях, собственности от отдельных связанных с действующей властью элитных групп к контрэлитным группам.
Профессор и бывший заведующий кафедрой рекламы и связей с общественностью МГИМО В. Д. Соловей пишет, что официальная российская критика «цветных революций» как не являющихся революциями исходит из классического марксистского понимания революции как события, при котором происходят переход гегемонии от одного класса к другому и значительная трансформация общества, при том что современное понимание понятия революция подразумевает более широкий диапазон допустимых форм смены власти; по мнению автора, в ходе «цветных революций» от грузинской до киргизской происходила массовая мобилизация населения при наличии спорадических проявлений насилия или хотя бы его угроз, а потому корректно классифицировать «цветные революции» как революции.

## Причины
Профессор социологии Бирмингемского университета и Эссекского университета Д. С. Лэйн пишет, что «цветные революции» происходят, когда одновременно сочетаются противоречия между элитами и массовое протестное недовольство населения, из-за чего население, «зачарованное революционной идеологией», становится политическим инструментом в руках элит.
Профессор политологии и международных отношений Университета Джорджа Вашингтона Х. Е. Хейл считает, что противоречия среди элит позволяют населению бросить вызов действующему правителю, но только в тот момент, когда элиты не уверены в способности правителя сохранить власть — когда непопулярный правитель приближается к концу срока своих полномочий и становится «хромой уткой».
Старший научный сотрудник Центра исследований политических элит ИМИ МГИМО К. Е. Петров отмечает, что в русскоязычных текстах и политических выступлениях предлагается следующая метафорическая картина «цветных революций»: предполагается наличие влиятельного внешнего актора (например, геополитического конкурента), способного радикально изменить политический режим в другой стране при помощи скрытого воздействия, а видимые проявления недовольства рассматриваются как последствия скрытой политической войны, которая ведётся на вражеской территории и активизируется в нужный момент. Он пишет, что такое упрощённое понимание приводит к выводу о необходимости сдерживания «цветных революций».
Старший научный сотрудник Университетского колледжа Лондона В. Б. Пастухов пишет, что революции не могут быть вызваны сознательными усилиями отдельных лиц и групп, поскольку «революция есть явление иррациональное по своей природе и происходит вне всяких планов и прогнозов, как со стороны тех, кто её ждет, так и со стороны тех, кто её хочет предотвратить». При этом он отмечает: «Если что и готовит революцию, то это накопление в общественной жизни неразрешимых противоречий, которые заводят общество в тупик. Революция и становится выходом из такого тупика».